# Долотник (Дрогобич)
«Долотник» — українська футбольна команда з міста Дрогобича. Заснована при місцевому долотному заводі або у 1965 році, або у 1963 р. Остання згадка припадає на 2004 р. Брала участь у чемпіонатах Дрогобича, Львівської області та УРСР серед колективів фізичної культури (КФК).

## Досягнення
5-е місце в зоні 2 чемпіонату УРСР серед КФК 1972 р.
Юнацька команда у 1960-х роках (орієнтовно у 1965 р.) ставала чемпіоном Львівської області.
Чемпіон Дрогобича 1973 р., 1982 р., 2004 р., віце-чемпіони 1974 р., 1986 р..
Володарі Кубка Дрогобича 1981 р., 1992 р. і фіналісти 1974 р. і 1977 р.

## Чемпіонат УРСР серед КФК 1972 року
2-а зона
| №  | Команда                               | І  | В  | Н | П  | М     | О  |
| 1. | «Авангард» Стрий                      | 14 | 10 | 2 | 2  | 27:6  | 22 |
| 2. | «Карпати» Мукачево                    | 14 | 7  | 5 | 2  | 26:9  | 19 |
| 3. | «Случ» Красилів                       | 14 | 7  | 5 | 2  | 26:12 | 19 |
| 4. | «Електроприлад» Кам'янець-Подільський | 14 | 7  | 2 | 5  | 21:16 | 16 |
| 5. | «Долотник» Дрогобич                   | 14 | 5  | 2 | 7  | 20:27 | 12 |
| 6. | «Будівник» Калуш                      | 14 | 5  | 1 | 8  | 22:23 | 11 |
| 7. | «Шахтар» Нововолинськ                 | 14 | 4  | 3 | 7  | 17:33 | 11 |
| 8. | «Локомотив» Ковель                    | 14 | 0  | 2 | 12 | 5:38  | 2  |

## Чемпіонат Львівської області 1965
У Новому Роздолі брали участь у фінальних іграх (грі) першості області. Відомо про матч «Сільмаш» (Львів) — «Долотник» (Дрогобич) — 2:0.

## Підготовлені футболісти
На зорі своєї кар'єри, до переходу в «Нафтовик», у «Долотнику» виступав найвидатніший гравець львівських «Карпат» Лев Броварський.

## Тренери
- Юрій Аркадійович Аванесов
- Роман Михайлович Русевич[6]
- Ярослав Іванович Монастирський

## Найвідоміші гравці
- Лев Броварський
- Микола Жуков
- Зеновій Кизима
- Віктор Лактіонов
- Володимир Максимов
- Юрій Максимов
- Хосе Турчик